# Éric Rabésandratana
Éric Rabésandratana (ur. 18 września 1972 w Épinay-sur-Seine) – były francuski piłkarz pochodzenia malgaskiego grający na środkowego obrońcy lub defensywnego pomocnika.

## Kariera klubowa
Rabésandratana jest wychowankiem klubu AS Nancy. Jego pierwszym trenerem w tym klubie był Aime Jacquet, który w 1990 roku awansował go do kadry pierwszego zespołu, a 8 września zadebiutował w Ligue 1 wyjazdowym meczem z SM Caen (1:4). Stał się wówczas podstawowym zawodnikiem zespołu i miał pewne miejsce na środku obrony Nancy. Jednak w sezonie 1991/1992 Nancy opuściło ligę i spadło do Ligue 2. Przez kolejne 4 sezony zespół grał na drugim froncie, ale w sezonie 1995/1996 Éric zrobił furorę grając w pomocy, gdy zdobył 16 bramek i walnie przyczynił się do powrotu zespołu do pierwszej ligi. W Nancy Rabésandratana grał jeszcze przez rok, ale mimo strzeleniu 7 goli w lidze, jego zespół został zdegradowany.
Jako jeden z najlepszych zawodników zespołu, Rabésandratana szybko zyskał zainteresowanie czołowych klubów Francji. Ostatecznie przeszedł do Paris Saint-Germain, w barwach którego w sezonie 1997/1998 zadebiutował w europejskich pucharach, a konkretnie w fazie grupowej Ligi Mistrzów. Na krajowym podwórku zajął z PSG dopiero 8. pozycję, ale zdobył zarówno Puchar Francji jak i Puchar Ligi Francuskiej. W sezonach 1998/1999 i 1999/2000 był podstawowym zawodnikiem PSG, ale sukces osiągnął dopiero w tym drugim, gdy został wicemistrzem Francji, a w finale Pucharu Ligi stołeczny zespół uległ 0:2 FC Gueugnon. Rok później po raz kolejny zagrał w Lidze Mistrzów, ale w lidze PSG znów spisało się słabo, kończąc sezon na 9. miejscu.
Latem 2001 Rabésandratana postanowił zmienić barwy klubowe i przeszedł do greckiego AEK Ateny. Doznał jednak kontuzji i w ciągu roku nie wystąpił w żadnym oficjalnym spotkaniu tego klubu i w 2002 roku wrócił do Francji. Został zawodnikiem LB Châteauroux i przez 2 lata występował z nim w Ligue 2. W 2004 roku wyjechał do Belgii. Występował w RAEC Mons, z którym na koniec sezonu spadł z ligi, ale pobyt w drugiej lidze trwał tylko rok i sezon 2006/2007 Éric rozegrał już w Eerste Klasse. Po sezonie został wolnym zawodnikiem, gdyż skończył mu się kontrakt z Mons. Następnie zakończył karierę.
| Sezon   | Klub                | Kraj    | Rozgrywki     | Mecze | Bramki |
| ------- | ------------------- | ------- | ------------- | ----- | ------ |
| 1990/91 | AS Nancy            | Francja | Ligue 1       | 24    | 1      |
| 1991/92 | AS Nancy            | Francja | Ligue 1       | 31    | 2      |
| 1992/93 | AS Nancy            | Francja | Ligue 2       | 25    | 2      |
| 1993/94 | AS Nancy            | Francja | Ligue 2       | 36    | 1      |
| 1994/95 | AS Nancy            | Francja | Ligue 2       | 41    | 6      |
| 1995/96 | AS Nancy            | Francja | Ligue 2       | 40    | 16     |
| 1996/97 | AS Nancy            | Francja | Ligue 1       | 34    | 7      |
| 1997/98 | Paris Saint-Germain | Francja | Ligue 1       | 17    | 2      |
| 1998/99 | Paris Saint-Germain | Francja | Ligue 1       | 28    | 1      |
| 1999/00 | Paris Saint-Germain | Francja | Ligue 2       | 33    | 1      |
| 2000/01 | Paris Saint-Germain | Francja | Ligue 1       | 24    | 1      |
| 2001/02 | AEK Ateny           | Grecja  | Alpha Ethniki | 0     | 0      |
| 2002/03 | LB Châteauroux      | Francja | Ligue 1       | 15    | 0      |
| 2003/04 | LB Châteauroux      | Francja | Ligue 2       | 13    | 1      |
| 2004/05 | RAEC Mons           | Belgia  | Eerste Klasse | 12    | 0      |
| 2005/06 | RAEC Mons           | Belgia  | Tweede Klasse | 32    | 5      |
| 2006/07 | RAEC Mons           | Belgia  | Eerste Klasse | 28    | 1      |

## Kariera reprezentacyjna
Rabésandratana ma za sobą występy w młodzieżowej reprezentacji Francji U-21, ale w 2007 roku FIFA zezwoliła mu na reprezentowanie barw Madagaskaru i zadebiutował w tej drużynie w eliminacjach do Pucharu Narodów Afryki 2008. Rozegrał w niej 1 mecz.